# シスジェンダー
シスジェンダー（英語: cisgender）とは、誕生したときに割り当てられた性別と性同一性が一致し、それに従って生きる人のことをさす。シスと略すこともある。
トランスジェンダーの人に対して「非トランスジェンダー」の人は、社会的な多数派（マジョリティ）で一般的であると見なされ、識別する言葉（標識）が存在しなかった。シスジェンダーという言葉には、このような「無標のマジョリティ」を言語化する目的がある。トランスジェンダーと同じく、通常は人を形容する言葉として、「シスジェンダーの人」「シスジェンダー男性」などと、人を指す名詞と併用して使われる。一般的に中立的な用語として理解されており、誹謗中傷の言葉ではない。
シスジェンダーという言葉は1990年代に誕生した。ラテン語でシス（cis-）はトランス（trans-）の対義語で、「こちら側の」を意味する接頭辞。

## 語源
シスジェンダーという言葉の起源はラテン語から派生した接頭辞「シス」（cis-）であり、「こちら側」を意味する。対義語の「トランス」（trans-）は「向こうに」または「あちら側」を意味する。この用法は、化学のシス–トランスの区別、細胞生物学のゴルジ体シス面とトランス面、古代ローマの地名ガリア・キサルピナ(Gallia Cisalpina）すなわち「アルプスのこちら側のガリア」、そしてトランスヨルダンから区別する際のシスヨルダンなどに見られる。シスジェンダーの「シス」はジェンダーアイデンティティと割り当てられた性別がそろっていることを表す。

## 定義
社会学者のクリステン・シルトとローレル・ウェストブルックはシスジェンダーという語を「出生時に割り当てられたジェンダー、つまり身体と人格的なアイデンティティが一致する人たち」を表すラベルとして定義した。シスジェンダーやシスセクシュアルには多くの派生語があり、「出生時に男性と割り当てられた男性」をあらわすシス男性や、「出生時に女性と割り当てられた女性」を表すシス女性、シスセクシズム、シスセクシュアル前提 、あるいは（異性愛規範にならった）シス規範などが含まれる。イーライ・R・グリーンの2006年の論文によれば「（より知られている「ジェンダー規範」ではなく）シスジェンダー化が用いられるのは、規範的なジェンダー表現の存在を強化することなく経験する多様なジェンダーにアイデンティティをもたない人たちを指示するためである」。[30]
ジュリア・セラーノの定義ではシスセクシュアルとは「潜在意識下のセックスと身体のセックスが一致している状態しか経験したことがない、トランスセクシュアルではない人たち」であるが、シスジェンダーは（臨床的な場面のトランスセクシュアルよりもひろい文化的カテゴリーである）トランスジェンダーのアイデンティティをもたない人たちというやや狭い意味の言葉である。 ジェシカ・キャドウォラダーによれば、シスセクシュアルとは「そこにトランスは自分を見出せず、それ以外の人は自分のジェンダーアイデンティティと自分の身体やセックスの一致を感じる前提となる無標化した規範に注意を向ける方法」とされる。

## 関連文献
- "Definitions Related to Sexual Orientation and Gender Diversity in APA documents" (American Psychological Association, 2015)
- 中西絵里「LGBTの現状と課題〜性的指向又は性自認に関する差別とその解消への動き〜」（参議院『立法と調査』No. 394, 2017.11）